# Чэнь Туань

Чэнь Туань

Чэнь Туань (кит. трад. 陳摶, пиньинь Chén Tuán), также Чэнь Сии (кит. трад. 陳希夷, пиньинь Chén Xīyí), также Чэнь Бо (из-за того, что иероглиф Туань (摶), которым записывается его имя, иногда путали с похоже выглядящим иероглифом Бо/По (搏)), (871—989) — полулегендарный даосский святой. По комментариям Чжу Ютуна, звание «Учитель Сии» (希夷祖師) ему пожаловал император Тай-цзун 太宗 (976—997) династии Сун.
Место его рождения в разных источниках указывается самое разное. Согласно жизнеописаниям, он жил в Пещере Девяти Залов на горе Уданшань, позднее переселился на гору Хуашань и стал известен как Чэнь Туань с горы Хуашань. В канонических книгах упоминается чаще как Чэнь Сии или как Учитель Сии. Жил более ста лет.
Многочисленные школы боевых искусств и даосских практик отслеживают свои истоки от Чэнь Туаня. Чэнь Туань повлиял также на неоконфуцианство, и на знаменитого философа Чжу Си.
Чэнь Туань собирался сдавать экзамены для получения должности при императорском дворе, но провалился, и вместо светской карьеры избрал жизнь отшельника. Однако по другим жизнеописаниям он сдал экзамен и получил должность при дворе, но разочаровался и отправился в горы.
Он обладал огромной эрудицией, знал конфуцианские классические сочинения, историю и изучал теорию различных духовных школ. Он был специалистом в буддийской философии, медицине, астрономии, географии; его стихи были известны повсюду. Он знаменит также своим знанием и практикой Ицзина.
Как отшельник, Чэнь Туань приобрёл большую известность, его неоднократно приглашали для совета и наставлений четыре императора, которые оказывали ему всевозможные почести. Чэнь Туань изображен в У Шуан Пу (無雙 譜, Таблица несравненных героев) Цзинь Гуляна.

## Характеристика учения
С именем Чэнь Туаня связана идея слияния конфуцианства, даосизма и буддизма, единения человека и природных процессов и осознания своей роли в природе.

### Внутренняя алхимия
После Чэнь Туаня значительно увеличился интерес ко внутренней алхимии, которая стала основным направлением даосских практик по достижению бессмертия. Интерес ко внешней алхимии (достижении бессмертия с помощью минералов и медикаментов) был теперь утрачен.
Чэнь Туань упорядочил и заново сформулировал учение о соотношении природных энергий Цзин, Ци и Шэнь, которое было широко принято в даосизме и конфуцианстве. Старые теории достижения бессмертия были переосмыслены заново, минералы и лекарства стали интерпретироваться как символы определённых процессов в организме, возникающих при специальных практиках.

### Ицзин

Великий Предел

Согласно Чэнь Туаню, категории Ицзина отражали общую идею мировой гармонии между Небом, Землёй и Человеком, соответствия человека и природы и небесные ритмы. Это представление выводилось из космогонии Цзин Фана (эпоха Хань) и трактата Цаньтунци Вэй Бояна. При этом устанавливалось детальное соответствие между триграммами, гексаграммами и организмом человека, внутренними органами, меридианами, акупунктурными точками и внутренними процессами. Соответствия выражались с помощью многочисленных схем. К Чэнь Туаню относят многочисленные системы интерпретации Ицзина — диаграмма Тайцзи (Великий Предел), Хэту, Лошу.
Все построения начинаются со «Схемы беспредельного» (кит. 無極) — Великой Пустоты, которая представляется подобно буддийской Шуньяте, от беспредельного происходит животворящий источник Тайцзи (Великий Предел), развитие которого приводит к появлению всего живого.

### Астрология
Внутренние процессы в теле человека согласовывались с небесными ритмами. Учение Чэнь Туаня связано также с астрологией, к нему сводятся многие астрологические системы.
Чэнь Туань считается основателем астрологической системы Цзывэй (кит. упр. 紫微斗数, пиньинь ziwei doushu, палл. Цзы вэй доу шу), одной из самых распространённых китайских астрологических систем.

### Физиогномика
Известен крупный трактат Чэнь Туаня по физиогномике, получивший признание в китайской традиции.

### Неоконфуцианствои Чэнь Туань
После Чэнь в китайской традиции понимание Ицзина как средства описания процессов, протекающих в теле человека, и одновременно как средства описания небесных ритмов. На этих идеях строил свои построения знаменитый философ и интерпретатор Ицзина, автор космогонической системы Чжоу Дуньи (周敦颐). В дальнейшем учением Чэнь Туаня заинтересовались многие китайские учёные и философы, включая Чжу Си, под влиянием этого учения сформировалось неоконфуцианство.

### Цигун, Кунг-фу и Чэнь Туань
Многочисленные китайские практические школы прямо или косвенно выводят своё учение от Чэнь Туаня. Так, считается, что Чэнь Туань изобрёл систему Кунг-фу (Ушу). Ученик Чэнь Туанья Чжан Саньфэн считается основателем системы Тайцзицюань.

## Сочинения
Точное количество сочинений Чэнь Сии не известно, ему приписывается многочисленное количество работ, включённых также в Даосский канон. На него ссылаются также многочисленные сочинения.

### Отдельные сочинения Чэнь Сии
- Chen Tuan on Physiognomy LIVIA KOHN Boston University, Boston, MA 0221 5-7401 (недоступная ссылка)
- ArticleShow.asp?ArticleID=63 《心 相 篇》 О сердце  (недоступная ссылка с 23-05-2013 [4373 дня] — история, копия)
- ArticleShow.asp?ArticleID=62 《龟 鉴》 Черепашье зеркало  (недоступная ссылка с 23-05-2013 [4373 дня] — история, копия)
- ArticleShow.asp?ArticleID=69 《睡诀"蛰龙法》 Стихотворение о драконе  (недоступная ссылка с 23-05-2013 [4373 дня] — история, копия)
- ArticleShow.asp?ArticleID=60 《胎 息 诀》 Законы утробного дыхания (стихи)  (недоступная ссылка с 23-05-2013 [4373 дня] — история, копия)
- ArticleShow.asp?ArticleID=59 《观 空 篇》 О созерцании Пустоты  (недоступная ссылка с 23-05-2013 [4373 дня] — история, копия)

## Легенды
Полулегендарная биография, которую составил генерал Юэ Фэй, гласит, что бродячий даос Чэнь Туань предупредил семью Юэ о грядущем наводнении, которое вызовет разлив реки Хуанхэ.
Легенда гласит, что император попросил Чэнь Сии принять участие в тренировке воинов, чтобы сокрушить врагов. Чэнь Сии не хотел воевать, и предложил императору сыграть в шахматы, в случае победы императора он будет участвовать в войне, а в случае поражения получит во владение горы Хуашань. Выиграв партию в шахматы, Чэнь Сии получил во владение Хуашань, куда и переселился. Партия в шахматы (сянци) сохранилась до сих пор и приводится в учебниках игры  Архивная копия от 21 мая 2011 на Wayback Machine.